# Temporada 1989 del Campeonato Mundial de Superbikes

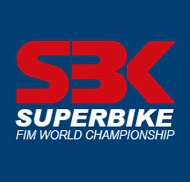
Imagen donde se puede ver el logo de la competición.

La Temporada 1989 del Campeonato Mundial de Superbikes fue la segunda temporada del Campeonato Mundial de Superbikes, que empezó el 27 de marzo en el Donington Park y terminó el 19 de noviembre en Manfeild Autocourse compuesto con 11 carreras.
El estadounidense Fred Merkel consiguió el segundo título consecutivo y Honda se adjudicó la clasificación de escuderías.

## Calendario y resultados
| Ronda | Ronda | Gran Premio    | Fecha            | Superpole         | Vuelta Rápida     | Piloto Ganador    | Equipo                           |
| ----- | ----- | -------------- | ---------------- | ----------------- | ----------------- | ----------------- | -------------------------------- |
| 1     | R1    | Donington      | 27 de marzo      | Raymond Roche     | Roger Burnett     | Fabrizio Pirovano | Belgarda Yamaha                  |
| 1     | R2    | Donington      | 27 de marzo      | Raymond Roche     | Raymond Roche     | Giancarlo Falappa | Bimota SpA                       |
| 2     | R1    | Hungaroring    | 30 de abril      | Fred Merkel       | Raymond Roche     | Fred Merkel       | Team Rumi RCM                    |
| 2     | R2    | Hungaroring    | 30 de abril      | Fred Merkel       | Fred Merkel       | Fred Merkel       | Team Rumi RCM                    |
| 3     | R1    | Mosport        | 4 de junio       | Fred Merkel       | Raymond Roche     | Fred Merkel       | Team Rumi RCM                    |
| 3     | R2    | Mosport        | 4 de junio       | Fred Merkel       | Fred Merkel       | Giancarlo Falappa | Bimota SpA                       |
| 4     | R1    | Brainerd       | 11 de junio      | Fred Merkel       | Not recorded      | Raymond Roche     | Squadra Corse Ducati Lucchinelli |
| 4     | R2    | Brainerd       | 11 de junio      | Fred Merkel       | Not recorded      | Raymond Roche     | Squadra Corse Ducati Lucchinelli |
| 5     | R1    | Österreichring | 2 de julio       | Raymond Roche     | Baldassarre Monti | Alex Vieira       | Honda Motul                      |
| 5     | R2    | Österreichring | 2 de julio       | Raymond Roche     | Stéphane Mertens  | Stéphane Mertens  | Total Bel Ray                    |
| 6     | R1    | Paul Ricard    | 30 de julio      | Raymond Roche     | Mike Baldwin      | Stéphane Mertens  | Total Bel Ray                    |
| 6     | R2    | Paul Ricard    | 30 de julio      | Raymond Roche     | Giancarlo Falappa | Giancarlo Falappa | Bimota SpA                       |
| 7     | R1    | Sugo           | 27 de agosto     | Doug Polen        | Michael Dowson    | Doug Polen        | Yoshimura Suzuki Sietto GP-1     |
| 7     | R2    | Sugo           | 27 de agosto     | Doug Polen        | Kenihiro Iwahashi | Michael Dowson    | Marlboro Yamaha Dealer Team      |
| 8     | R1    | Hockenheim     | 17 de septiembre | Raymond Roche     | Raymond Roche     | Raymond Roche     | Squadra Corse Ducati Lucchinelli |
| 8     | R2    | Hockenheim     | 17 de septiembre | Raymond Roche     | Raymond Roche     | Raymond Roche     | Squadra Corse Ducati Lucchinelli |
| 9     | R1    | Pergusa        | 24 de septiembre | Giancarlo Falappa | Stéphane Mertens  | Stéphane Mertens  | Total Bel Ray                    |
| 9     | R2    | Pergusa        | 24 de septiembre | Giancarlo Falappa | Raymond Roche     | Raymond Roche     | Squadra Corse Ducati Lucchinelli |
| 10    | R1    | Oran Park      | 12 de noviembre  | Michael Dowson    | Malcolm Campbell  | Peter Goddard     | Marlboro Yamaha Dealer Team      |
| 10    | R2    | Oran Park      | 12 de noviembre  | Michael Dowson    | Fabrizio Pirovano | Michael Dowson    | Marlboro Yamaha Dealer Team      |
| 11    | R1    | Manfeild       | 19 November      | Fred Merkel       | Michael Dowson    | Terry Rymer       | Team Loctite Yamaha              |
| 11    | R2    | Manfeild       | 19 November      | Fred Merkel       | Aaron Slight      | Stéphane Mertens  | Total Bel Ray                    |

## Estadísticas

### Clasificación de Pilotos[3]
| Pos | Piloto            | Escudería | Puntos | Victorias |
| --- | ----------------- | --------- | ------ | --------- |
| 1   | Fred Merkel       | Honda     | 272    | 3         |
| 2   | Stéphane Mertens  | Honda     | 265    | 4         |
| 3   | Raymond Roche     | Ducati    | 222    | 5         |
| 4   | Fabrizio Pirovano | Yamaha    | 208    | 1         |
| 5   | Anders Andersson  | Yamaha    | 159    | 0         |
| 6   | Giancarlo Falappa | Bimota    | 139    | 3         |
| 7   | Terry Rymer       | Yamaha    | 134    | 1         |
| 8   | Baldassarre Monti | Ducati    | 99     | 0         |
| 9   | Jari Suhonen      | Yamaha    | 90     | 0         |
| 10  | Michael Dowson    | Yamaha    | 79     | 2         |
| 11  | Rob Phillis       | Kawasaki  | 79     | 0         |
| 12  | Mike Baldwin      | Bimota    | 74     | 0         |
| 13  | Patrick Igoa      | Kawasaki  | 64     | 0         |
| 14  | Aaron Slight      | Kawasaki  | 54     | 0         |
| 15  | Alex Vieira       | Honda     | 51     | 1         |
| 16  | Malcolm Campbell  | Honda     | 48     | 0         |
| 17  | Davide Tardozzi   | Bimota    | 39     | 0         |
| 18  | Reuben McMurter   | Honda     | 38     | 0         |
| 19  | Roger Burnett     | Honda     | 36     | 0         |
| 20  | Tadahiko Sohwa    | Kawasaki  | 36     | 0         |
| 21  | Doug Polen        | Suzuki    | 33     | 1         |
| 22  | Rob McElnea       | Yamaha    | 28     | 0         |
| 23  | Ernst Gschwender  | Suzuki    | 28     | 0         |
| 24  | Kenihiro Iwahashi | Honda     | 27     | 0         |
| 25  | Andreas Hofmann   | Honda     | 27     | 0         |
| 26  | Massimo Broccoli  | Ducati    | 26     | 0         |
| 27  | Renè Rasmussen    | Suzuki    | 26     | 0         |
| 28  | Peter Goddard     | Yamaha    | 20     | 1         |
| 29  | Steve Crevier     | Yamaha    | 20     | 0         |
| 30  | Tommy Douglas     | Yamaha    | 20     | 0         |
| 31  | Tetsuro Arata     | Yamaha    | 18     | 0         |
| 32  | Peter Rubatto     | Bimota    | 17     | 0         |
| 33  | Fabio Biliotti    | Bimota    | 17     | 0         |
| 34  | Brian Morrison    | Honda     | 17     | 0         |
| 35  | Gary Goodfellow   | Suzuki    | 16     | 0         |
| 36  | Jean Yves Mounier | Yamaha    | 15     | 0         |
| 37  | Renè Bongers      | Yamaha    | 15     | 0         |
| 38  | Pierre Bolle      | Kawasaki  | 14     | 0         |
| 39  | Paul Iddon        | Yamaha    | 14     | 0         |
| 40  | Andy McGladdery   | Honda     | 14     | 0         |

### Clasificación de escuderías
| Pos | Manufacturer | Pts |
| --- | ------------ | --- |
| 1   | Honda        | 368 |
| 2   | Yamaha       | 335 |
| 3   | Ducati       | 270 |
| 4   | Bimota       | 208 |
| 5   | Kawasaki     | 166 |
| 6   | Suzuki       | 120 |